# Mark Stein
Earl Mark Sean Stein (Città del Capo, 29 gennaio 1966) è un ex calciatore inglese, di ruolo attaccante.

## Biografia
Nato in Sudafrica da genitori inglesi, si trasferì con la famiglia nei dintorni di Londra nel 1968; anche i suoi fratelli maggiori Brian ed Ed furono calciatori professionisti (Brian arrivò anche a giocare una partita con la nazionale inglese).

## Carriera

### Club
Esordisce tra i professionisti nella stagione 1983-1984 quando, non ancora maggiorenne, gioca una partita nella prima divisione inglese con il Luton Town; anche nelle 2 stagioni successive continua a giocare sporadicamente con gli Hatters: dopo una presenza nella First Division 1984-1985, l'anno seguente gioca infatti 6 partite in campionato e 3 partite in FA Cup, competizione in cui segna anche i suoi primi 2 gol in carriera tra i professionisti; conclude poi la stagione con un breve periodo in prestito all'Aldershot, con cui realizza una rete (la sua prima nei campionati della Football League) in 2 presenze in Fourth Division. Trascorre poi 2 ulteriori stagioni nel Luton Town, giocando con maggior continuità (21 e 25 presenze in campionato, con rispettivamente 8 ed 11 reti segnate) e vincendo la Coppa di Lega nella stagione 1987-1988 (scende anche in campo nella finale del torneo, subentrando dalla panchina). Gioca poi per una stagione (e per le prime 2 partite della stagione successiva) in prima divisione al QPR, per poi trasferirsi all'Oxford Utd, dove, in 2 stagioni, mette a segno 18 reti in 75 partite nel campionato di seconda divisione. Dopo ulteriori 7 presenze senza reti nella medesima categoria nei primi mesi della stagione 1991-1992, viene ceduto (prima in prestito e dopo poche settimane a titolo definitivo) allo Stoke City, in terza divisione: qui, con 16 reti in 36 presenze (più un'ulteriore rete in 2 presenze nei play-off) contribuisce alla qualificazione ai play-off, in cui il club sfiora la promozione in seconda divisione; in questa stagione vince inoltre anche un Football League Trophy. L'anno seguente con 26 reti in 46 presenze è invece decisivo per la vittoria del campionato di terza divisione; nella stagione 1993-1994 realizza invece 8 gol in 12 partite in seconda divisione, venendo poi acquistato a stagione in corso dal Chelsea, club di prima divisione, con cui nella seconda parte dell'annata realizza 13 reti in 18 partite di campionato (tra il dicembre del 1993 ed il febbraio del 1994 va anche a segno in 7 partite consecutive di campionato, stabilendo un record che verrà battuto in seguito da Ruud van Nistelrooy) ed un gol in 6 partite di FA Cup. L'anno seguente esordisce nelle competizioni UEFA per club, mettendo a segno 2 reti in 3 presenze in Coppa delle Coppe, ed in aggiunta va anche a segno 8 volte in 24 partite di campionato ed una volta in 3 presenze in FA Cup. Nella stagione 1995-1996, anche a causa dell'arrivo nel club di altri attaccanti di caratura internazionale (Mark Hughes, Gianluca Vialli e Gianfranco Zola), perde spazio e gioca solamente 9 partite in stagione (8 in campionato ed una in Coppa di Lega) senza mai segnare. Tra il 1996 ed il 1998 è ancora tesserato con i londinesi, con cui però nell'arco del biennio in questione non gioca più nessuna partita ufficiale, trascorrendo in compenso vari periodi in prestito in altri club (Stoke ed Ipswich Town) in seconda divisione. Nella parte finale della stagione 1997-1998 passa in prestito in terza divisione al Bournemouth, che a fine campionato lo acquista a titolo definitivo, tenendolo in rosa anche per le successive 2 stagioni: in totale, Stein con le Cherries totalizza 30 reti in 90 partite di campionato. Nella stagione 2000-2001 fa ritorno dopo 12 anni al Luton Town, nel frattempo retrocesso in terza divisione: nonostante giochi con buona regolarità (30 presenze) segna solamente 3 reti, peraltro le sue ultime in carriera nella Football League: l'anno seguente milita infatti in Football Conference (quinta divisione e più alto livello calcistico inglese al di fuori della Football League) con il Dag & Red, con cui vince un titolo di capocannoniere del campionato grazie a 24 reti in 34 presenze; rimane poi nel club anche l'anno seguente, in cui realizza 19 reti in 33 presenze. Nella stagione 2003-2004 segna poi altri 5 gol in 6 partite, lasciando però la squadra a campionato iniziato; negli ultimi mesi della medesima stagione gioca poi brevemente con i dilettanti del Waltham Forest (7 presenze e 3 reti) per poi ritirarsi definitivamente.
In carriera, considerando anche i play-off, ha realizzato complessivamente 455 presenze e 153 reti nei campionati della Football League inglese (di cui 137 presenze e 44 reti in prima divisione, 112 presenze e 32 reti in seconda divisione, 204 presenze e 76 reti in terza divisione e 2 presenze ed una rete in quarta divisione), 3 presenze e 2 reti in Coppa delle Coppe, 42 presenze e 9 reti in FA Cup, 38 presenze e 19 reti in Coppa di Lega inglese e 39 presenze e 17 reti nelle altre coppe nazionali inglesi ed internazionali minori (Football League Trophy, Full Members Cup, Mercantile Credit Centenary Trophy e Coppa Anglo-Italiana), per un totale di 575 presenze e 197 reti in competizioni professionistiche, più 80 presenze e 53 reti in altri campionati, che portano il suo bilancio totale in carriera a quota 655 presenze e 249 reti in partite ufficiali.

### Nazionale
Nel 1985 ha partecipato ai Mondiali Under-20, in cui ha giocato 2 partite senza mai segnare.

## Palmarès

### Club

#### Competizioni nazionali
- Coppa di Lega inglese: 1

Luton Town: 1987-1988
- Campionato inglese di terza divisione: 1

Stoke: 1992-1993
- Football League Trophy: 1

Stoke: 1991-1992

### Individuale
- Capocannoniere della National League: 1

2001-2002 (24 gol), alla pari con Daryl Clare